# Вівсянка жовта
Вівся́нка жовта (Gubernatrix cristata) — вид горобцеподібних птахів родини саякових (Thraupidae). Мешкає в Південній Америці. Це єдиний представник монотипового роду Жовта вівсянка (Gubernatrix).

## Опис

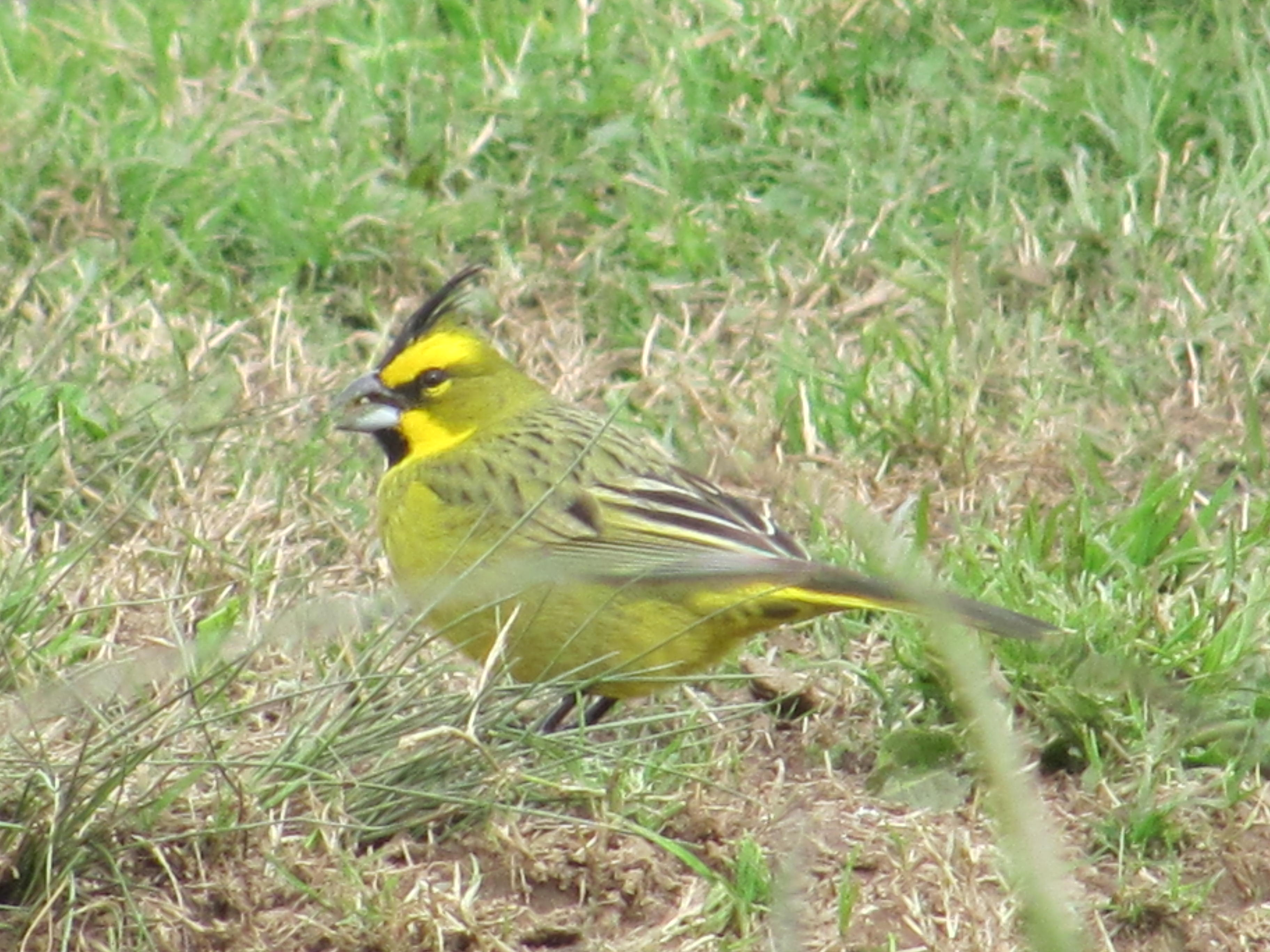
Жовта вівсянка

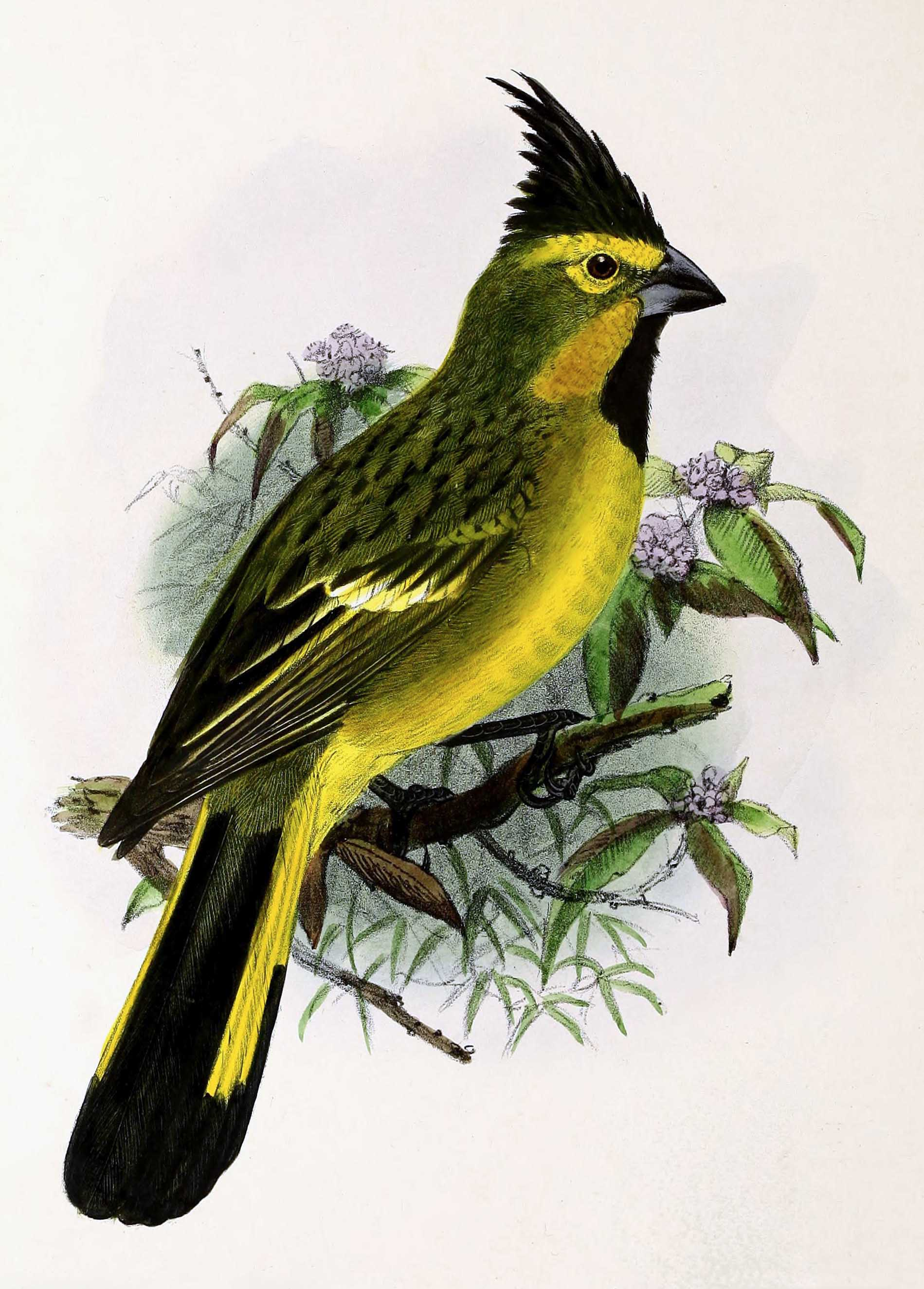
Жовта вівсянка

Довжина птаха становить 20 см. У самців лоб і передня частина тімені чорні, на тімені помітний чорний чуб. Над очима широкі жовті "брови", під дзьобом широкі жовті "вуса". Решта голови і спина оливкові, спина місцями поцяткована чорними смужками. Крила темно-коричневі, першорядні і другрорядні махові пера мають світло-жовті або оливкові краї. Підборіддя, горло і верхня частина грудей чорні, решта нижньої частини тіла оливково-жовта. центральні стернові пера чорні, решта жовті, зовнішні опахала на них мають коричневі краї. Райдужки карі. Дзьоб чорний, знизу біля основи сірий, лапи чорні. 
Самиці є дещо менші за самців, їхнє забарвлення є більш сірим або сірувато-коричневим, особливо на нижній частині тіла. Забарвлення молодих птахів подібне до забарвлення самиць, однак є більш темним. Спів — мелодійні серії з 4-5 посвистів.

## Поширення і екологія
Жовті вівсянки мешкають в Уругваї та на півночі і в центрі Аргентини (від Санта-Фе і Коррієнтеса на південь до східної Ла-Пампи і північного Ріо-Негро), а також спостерігалися на крайньому півдні Бразилії в штаті Ріу-Гранді-ду-Сул. Вони живуть у відкритих рідколіссях, зокрема в заростях Prosopis, в саванах, сухих чагарникових заростях і порослих чагарниками степах. Зустрічаються парами або невеликими сімейними зграйками, на висоті до 500 м над рівнем моря, місцями на висоті до 700 м над рівнем моря. Під час негніздового періоду можуть утворюати більші зграї. Іноді приєднуються до змішаних зграй птахів, зокрема разом із чубатими пароаріями.
Жовті вівсянки живляться комахами, зокрема твердокрилими і прямокрилими, а також насінням і плодами. Гніздяться з жовтня по грудень. Гніздо відкрите, чашоподібне, робиться з гілочок, встелбюється соломою, мохом і шерстю, розміщується на дереві серед гілок, на висоті 2-3 м над землею. В кладці 3 синьо-зелені яйця, поцяткованих темними плямами, розміром 25×18 мм. Жовті вівсянки іноді стають жертвами гніздового паразитизму синіх вашерів.

## Збереження
МСОП класифікує цей вид як такий, що перебуває під загрозою зникнення. За оцінками дослідників, популяція жовтих вівсянок становить від 1500 до 3000 птахів, з яких більшістю мешкає в Аргентині, а близно 300 птахів — в басейні річки Уругвай в Уругваї. В Бразилії ці птахи, ймовірно, вимерли. Жовтим вівсянкам загрожує знищення природного середовища, а також можливий вилов з метою продажу на пташиних ринках.